# بورن (ماساچوست)
بورن(به انگلیسی: Bourne) شهرکی در شهرستان بارنستبل ایالت ماساچوست می‌باشد که در سال ۱۸۸۴ بنیان‌گذاری شده‌است. این شهرک در سرشماری سال ۲۰۱۰ میلادی، ۱۹٬۷۵۴ نفر جمعیت داشته‌است.